# Франц Ксавер фон Монфор
Франц Ксавер фон Монфор (на немски: Franz Xaver Fürst von Montfort; * 3 ноември 1722; † 23/24 март 1780, Мариябрун, Ерискирх) е граф и княз на Монфор (1755 – 1779). Той е последният управляващ от род Монфор, преди графството да е взето от Австрия. Той е от влиятелния и богат швабски род Монфор/Монтфорт, странична линия на пфалцграфовете на Тюбинген.

## Биография
Той е най-големият син на граф Максимилиан Йозеф Ернст фон Монфор-Тетнанг (1700 – 1759) и съпругата му графиня Мария Антония Евсебия фон Валдбург-Траухбург (1691 – 1767), монахиня в Бухаут, дъщеря на императорския генерал и съветник граф Кристоф Франц фон Валдбург-Траухбург (1669 – 1717) и графиня Мария София фон Йотинген-Валерщайн (1666 – 1743).
Франц Ксавер фон Монфор успява да построи изгорелият дворец Тетнанг през 1753 г. Художниците трябва да чакат за плащането им до 1771 г. През 1779 г. той трябва да продаде графството за годишна рента от 6 000 гулдена на Австрия.
Умира без наследници на 57 години на 24 март 1780 г. в Мариябрун и е погребан там в капелата. Графството е взето от Австрия на 22 август 1780 г.

## Фамилия
Първи брак: с Мария Йозефа фон Кьонигсег-Аулендорф (* 10 юли 1730; † 24 юли 1753), дъщеря на граф Карл Зайфрид Евзебиус Фердинанд фон Кьонигсег-Аулендорф (1695 – 1765) и графиня Мария Фридерика Розалия фон Йотинген-Шпилберг (1699 – 1759). Те имат една дъщеря, която умира на 19 години:
- Мария Йозефа Розалия Ернестина фон Монфор-Тетнанг (* 24 юли 1753, Тетнанг; † 19 април 1773)

Втори брак: на 1 декември 1758 г. със София Терезия Максимилиана Фридерика фон Лимбург-Щирум (* пр. 5 април 1740; † 15 ноември 1769), дъщеря на граф Кристиан Ото фон Лимбург-Щирум цу Щирум, Виш и Боркуло (1694 – 1749) и принцеса Каролина Юлиана София фон Хоенлое-Валденбург-Шилингсфюрст (1705 – 1758). Те имат един син, който умира като бебе:
- Хуго фон Монфор-Тетнанг (* 27 декември 1760; † 3 май 1761)

Трети брак: на 18 октомври 1772 г. с Августа Елизабет фон Шал фон Бел († сл. 1792), дъщеря на граф Фердинанд фон Шал фон Бел († 1783) и графиня Мария Анна фон Щадион (1727 – 1770). Бракът е бездетен.

## Галерия
- Франц Ксавер фон Монфор като алхемист
- Старият дворец Тетнанг
- Новият дворец Тетнанг (ок. 1760)